# Li (Ngawa)

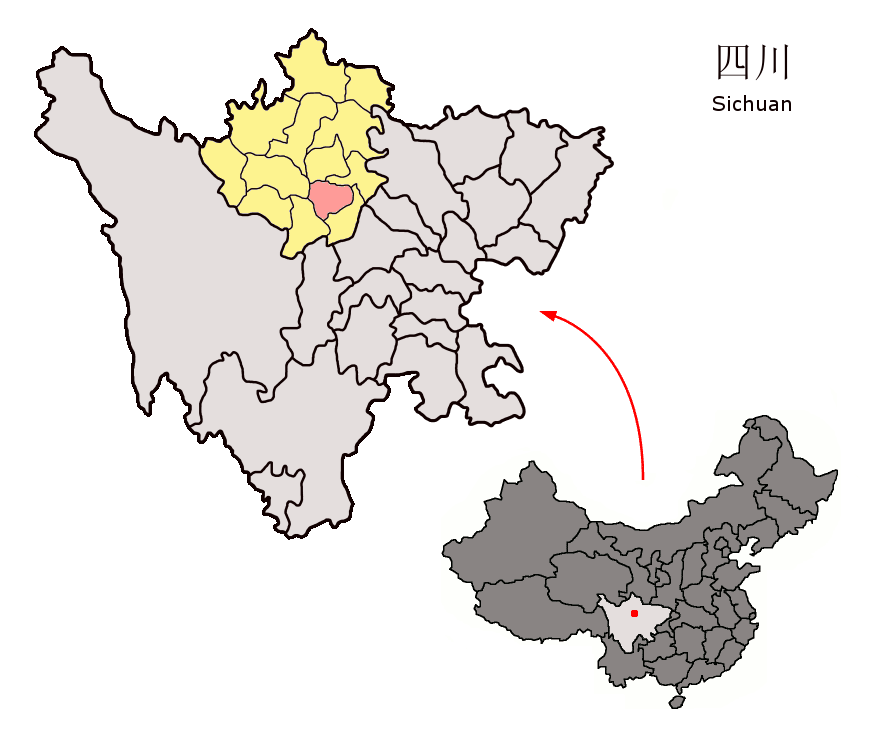
Lage des Kreises Li innerhalb von Sichuan.

Der Kreis Li (chinesisch 理县, Pinyin Lǐ Xiàn; tibetisch bkra-shis gling, Qiang-Sprache: pauɕuq) liegt im Verwaltungsgebiet des Autonomen Bezirks Ngawa der Tibeter und Qiang im Norden der chinesischen Provinz Sichuan, Volksrepublik China. Sein Hauptort ist die Großgemeinde Zagu'nao (杂谷脑镇). Er hat eine Fläche von 3.923 Quadratkilometern und zählt 36.926 Einwohner (Stand: Zensus 2020). 2004 betrug die Einwohnerzahl 40.000 Einwohner.

## Administrative Gliederung
Der Kreis Li setzt sich aus vier Großgemeinden und neun Gemeinden zusammen:
- Großgemeinde Zagu'nao 杂谷脑镇 10.912 Einwohner
- Großgemeinde Miyaluo 米亚罗镇 2.381 Einwohner
- Großgemeinde Xuecheng 薛城镇 5.386 Einwohner
- Großgemeinde Gu'ergou 古尔沟镇 2.200 Einwohner

- Gemeinde Potou 朴头乡 3.516 Einwohner
- Gemeinde Ganbao 甘堡乡 3.634 Einwohner
- Gemeinde Jiabi 夹壁乡 1.222 Einwohner
- Gemeinde Puxi 蒲溪乡 1.802 Einwohner
- Gemeinde Shangmeng 上孟乡 2.665 Einwohner
- Gemeinde Xiameng 下孟乡 2.382 Einwohner
- Gemeinde Tonghua 通化乡 3.063 Einwohner
- Gemeinde Muka 木卡乡 1.685 Einwohner
- Gemeinde Taoping 桃坪乡 2.820 Einwohner

## Ethnische Gliederung der Bevölkerung (2000)
Beim Zensus im Jahr 2000 hatte der Kreis Li 43.668 Einwohner.
| Name des Volkes | Einwohner | Anteil  |
| --------------- | --------- | ------- |
| Tibeter         | 22.523    | 51,58 % |
| Qiang           | 14.500    | 32,21 % |
| Han             | 6.387     | 14,63 % |
| Hui             | 178       | 0,41 %  |
| Miao            | 35        | 0,08 %  |
| Manju           | 11        | 0,03 %  |
| Uiguren         | 6         | 0,01 %  |
| Yi              | 5         | 0,01 %  |
| Bai             | 5         | 0,01 %  |
| Mongolen        | 4         | 0,01 %  |
| Tujia           | 4         | 0,01 %  |
| Sonstige        | 10        | 0,02 %  |